# Lucques
Pour les articles homonymes, voir Lucques (homonymie).
Pour les articles ayant des titres homophones, voir Luc, Lucq et Luke.
Lucques (Lucca en italien, Luca en latin) est une ville italienne d'environ 90 000 habitants, chef-lieu de la province éponyme, située en Toscane. Elle est avant la réalisation de l'unité italienne une ville libre puis la capitale de la principauté souveraine, puis du duché de Lucques (1815-1847).
Elle se trouve à une vingtaine de kilomètres de la côte ligure (mer Ligure), non loin de la mer Tyrrhénienne. Elle est une ville fortifiée avec un grand nombre de monuments historiques, principalement des églises mais aussi des villas et des palais, comme le palais Pfanner et son célèbre jardin.
En 1989, elle reçoit le prix de l'Europe.

## Géographie
Lucques est une ville du Nord-Ouest de la Toscane qui se situe dans la plaine de Lucques entre le Monte Pizzorne (au nord) et le Mont Serra (au sud). Elle est située sur la rive gauche du fleuve Serchio, 19 m au-dessus de niveau de la mer, à 18 km au nord-est de Pise de laquelle elle est séparée par les Monti Pisani.

## Histoire

### Antiquité
Lucques (Luca) a été fondée par les Étrusques et devint une colonie romaine en 180 av. J.-C.
En 217 av. J.-C., lors de la deuxième guerre punique à la suite de la bataille de Plaisance où aucun des camps ne ressort victorieux, le consul Tiberius Sempronius Longus se retire à Lucques.
Jules César, Pompée et Crassus y renouvelèrent leur triumvirat en 56 av. J.-C.
Le quadrillage des rues du centre historique conserve le plan romain, la Piazza San Michele occupe l'ancien forum et la Piazza dell'anfiteatro occupe l'ancien amphithéâtre romain de Lucques.

### Moyen Âge
En 493, Odoacre roi d'Italie est assassiné par Théodoric qui fonde le Royaume ostrogoth, Lucques passe sous la domination des Goths, devient le siège militaire de son comté et abrite une garnison. La cité est prospère à l'époque de la reconquête byzantine de Narsès, qui s'en empare après un siège de trois mois en 553. Au début des années 570, la ville est conquise par le chef lombard Gummarith qui fonde le duché de Tuscie (it).

### La république de Lucques
La cité tire sa prospérité du commerce de la soie, qui devient florissant à partir du XIe siècle et rivalise avec les soies byzantines. La ville est alors également la capitale de la Toscane.
Après la mort de Mathilde de Toscane, en 1161, l’empereur Frédéric Barberousse concède à Lucques le statut de commune. Elle devient une république indépendante pour plus de cinq siècles. Dante y passe une partie de sa vie en exil.
Au début du XIIIe siècle, Lucques et Florence sont les plus importantes communes guelfes de Toscane. Les Lucquois, même si peu demeurent gibelins, sont profondément divisés entre guelfes blancs soutenus par les vieilles familles aristocratiques et marchandes et guelfes noirs, représentant la nouvelle classe émergente des artisans et ouvriers. La crise des institutions communales aboutit en 1308 à l’approbation d’un nouveau statut imposé par les Noirs qui entraîne l’exil de la plupart des riches familles (ban de 1308 : familles Cenami, Sbarra, Rapondi et Antelminelli).
Les guerres incessantes en Italie centrale donnent l'occasion à Uguccione della Faggiuola de se rendre maître de Lucques en 1314, mais les Lucquois l'expulsent deux ans après, et livrent la ville au condottiere Castruccio Castracani. En 1320, il devient seigneur à vie de Lucques qui devient gibeline. Ce tyran fait de Lucques l'État le plus puissant de l'Italie centrale, rivale de Florence, jusqu'à sa mort en 1328. Machiavel a écrit sa biographie (La vie de Castruccio Castracani da Lucca). Son fils fut incapable de se maintenir au pouvoir. Les mercenaires allemands de l’empereur Louis IV du Saint-Empire, restés sans salaire s’emparèrent de Lucques et la vendirent au plus offrant: le génois Gherardo Spinola, pour 60 000 florins. Elle fut revendue par la suite à Jean Ier de Bohême. Les Lucquois, au sein desquels des représentants des familles nobles Buonvisi, Trenta, Dati, Balbani, Busdraghi, Minutoli, Burlamacchi, Bernardini, lui prêtent serment en 1331. Jean de Luxembourg, ne disposant pas de moyens militaires pour défendre Lucques, en céda théoriquement la seigneurie en 1334 pour 35 000 florins à Philippe VI de Valois et Charles VI en revendiquait également ces droits en 1398. De ce fait, les Lucquois se considéraient souvent comme sujets du roi de France. Les propriétaires se succédèrent et Lucques passa sous la domination de Pise en 1342.
L’empereur Charles IV, fils de Jean de Luxembourg, qui s’impliquait peu dans la politique italienne fut invité par Pétrarque à rétablir ses prérogatives souveraines dans la Péninsule. Lors de son second voyage en Italie, il décida de rééquilibrer la carte politique de la Toscane et chassa le gouverneur pisan de Lucques, répondant ainsi aux suppliques des citoyens. Il rétablit son autorité et redonna à la commune sa liberté. En avril 1369, les Lucquois lui rendirent hommage sur la place San-Michele.
Lucques redevient une république en 1372. Le pouvoir législatif appartient au Conseil général constitué à l’origine par l’ensemble des citoyens, et réduit ensuite à 180 membres élus (90 par terziere — quartier — à savoir San-Martino, San-Paolino et San-Salvatore). Le Conseil général délègue au Conseil des Trente-six (12 représentants par quartier) qu’il a désigné certains pouvoirs. Le pouvoir exécutif est assuré par le « Consiglio degli Anziani » — le conseil des Anciens — composé de 9 personnes (trois pour chacun des quartiers) et par le gonfalonier, premier magistrat de la commune qui garde les clés des portes de la ville, du Trésor et de la Monnaie. Le Conseil est Vicaire impérial en reconnaissance de l’autorité suprême qu’il exerce au nom de l’empereur du Saint-Empire romain germanique. Il est élu suivant une procédure complexe.

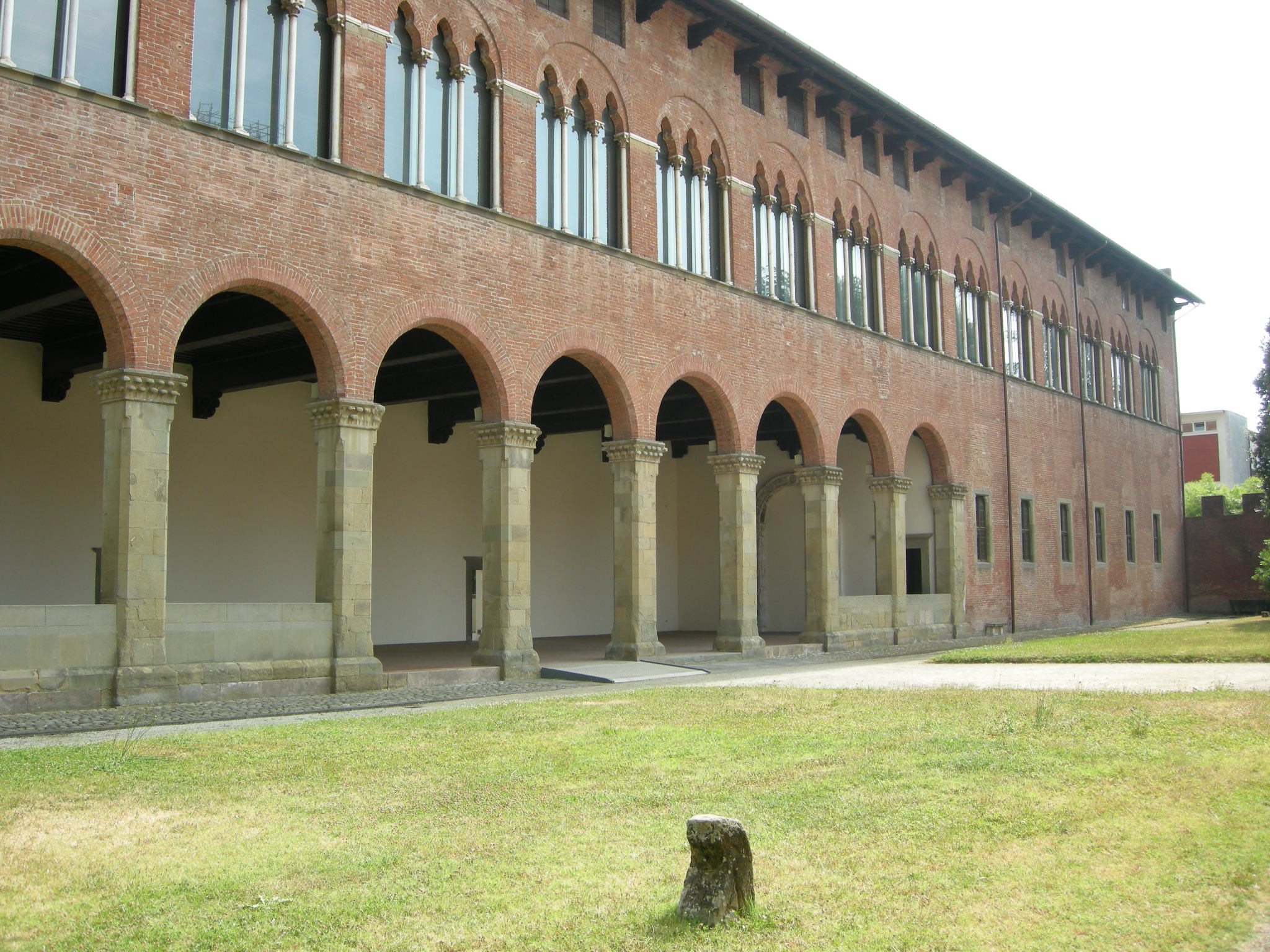
La Villa Guinigi et sa loggia.

En 1392, la lutte pour le pouvoir entre les familles Forteguerra et Guinigi entraînera les assassinats du gonfalonier Bartolomeo Forteguerra et en 1400 de Lazzaro Guinigi, chef de la fraction qui contrôlait la cité. Après une habile manœuvre, le fils de Lazzaro Guinigi (Paolo) fut élu seigneur de Lucques. Il rétablit la paix civile, favorisa le retour des émigrés, relança l’économie et réforma le système fiscal. Il mena une politique extérieure de prudence en essayant de rester en dehors des événements qui ensanglantaient une fois de plus l’Italie tout en s’opposant à la politique expansionniste de Florence.
Sa femme Ilaria del Carretto décéda en 1405, et il lui fit construire un monument funéraire toujours célèbre pour sa beauté par le Siennois Jacopo della Quercia, œuvre majeure de la sculpture gothique renaissance en Italie qui se trouve dans la cathédrale de Lucques.
En 1408, le concile qui devait résoudre le schisme de la papauté se réunit à Lucques.
La république fut restaurée. Lucques continua la guerre avec Florence. Grâce à l’alliance avec les Visconti, ducs de Milan, elle résista avec succès et obtint la paix en 1438 mais son territoire fut amputé.
En 1494, Lucques accueillit le roi de France Charles VIII qui menait son armée contre Naples. Elle lui accorda un prêt de dix mille ducats d’or. Il invita les marchands lucquois à s’installer en France et à venir aux foires de Lyon où s'installèrent de nombreuses compagnies lucquoises qui y apportèrent l'industrie de la soie. Lucques reprit sa politique contre Florence, favorisant la révolte de Pise, mais dut abandonner sa politique francophile.
Lucques eut toujours à faire preuve d’habileté pour conserver son indépendance face à l’Empereur, au Souverain pontife et en particulier durant les Guerres d’Italie entreprises par les rois de France.
Dans la première partie du XVIe siècle, les marchands de Lucques rapportèrent de leurs fréquents voyages à l’étranger des livres de Luther suscitant l’indignation des autorités ecclésiastiques locales.
L’agitation religieuse prit une double forme : d’une part en mai 1538 une révolte populaire avec le discours sur la pauvreté de Bernardino Ochino et d’autre part un mouvement qui (plus près de l’esprit d’Erasme) se basait sur le retour à l’étude et à la méditation des Évangiles, et toucha essentiellement l’aristocratie et la bourgeoisie de Lucques.

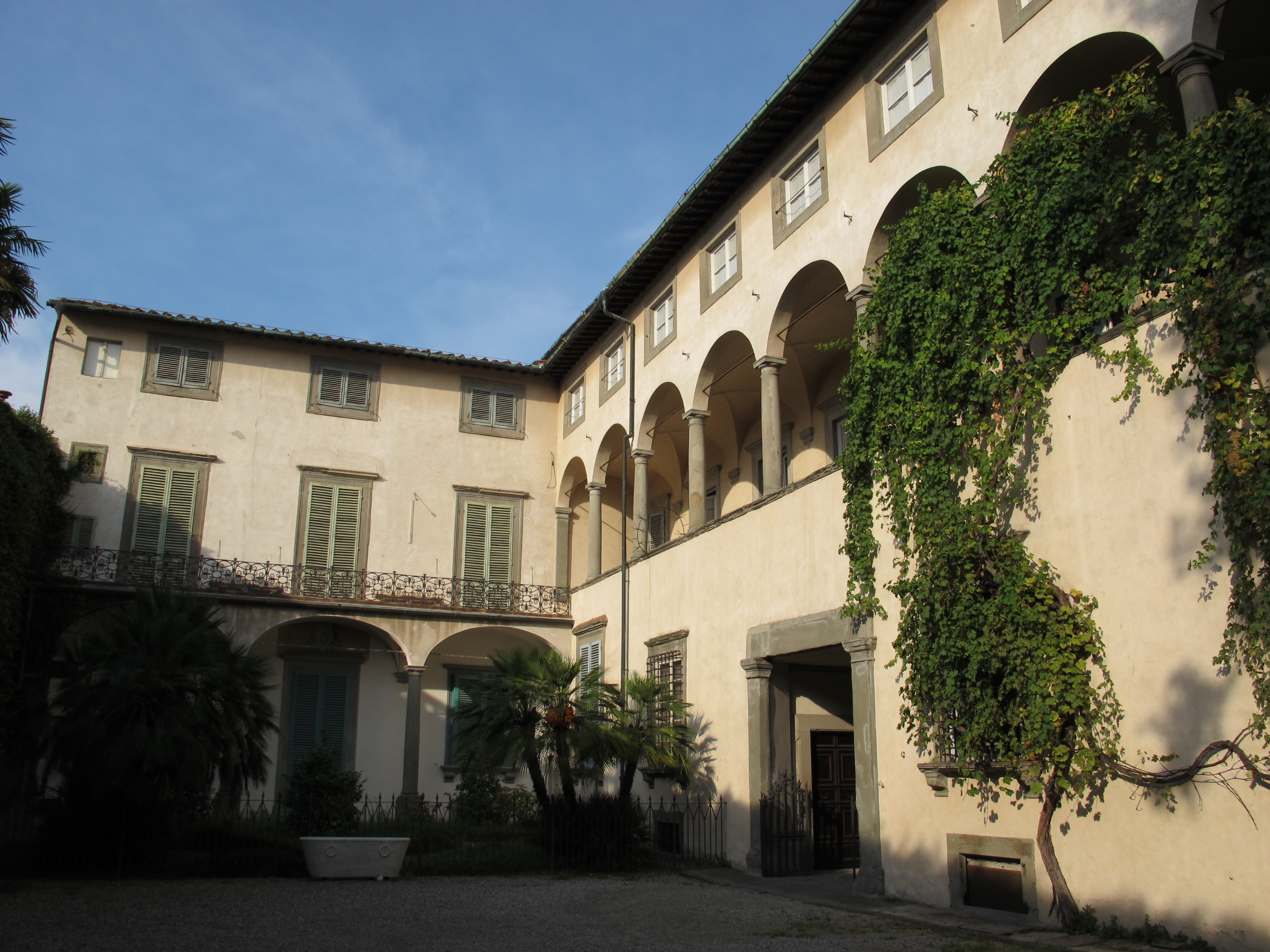
La cour du Musée du palais Mansi.

Plusieurs prédicateurs vinrent à Lucques et les progrès de la Réforme y furent importants. Le fameux théologien Pier Martire Vermigli (1499-1562) lui-même séjourna à Lucques à partir de 1541 au couvent de San Frediano. C’est à partir de 1536 que commença l’exode des premières familles nobles de la République vers Genève ou d’autres places comme Anvers ou Lyon.
Le 21 juillet 1542, le pape Paul III par la bulle Licet ab initio créa la congrégation du Saint-Office (l’Inquisition), destinée à lutter contre l’hérésie. Le cardinal lucquois Guidiccioni -membre du Saint-Office- accusa le gouvernement et le clergé de faciliter la propagation de l’hérésie et quatre admonestations furent adressées au gouvernement. La menace d’une action directe de l’Inquisition amena la République à prendre des mesures d’autant plus urgentes que couraient des rumeurs sur un accord entre l’empereur et Cosme Ier de Médicis sur l’annexion de Lucques par le duché de Toscane.
En 1546, prend place la conjuration de Francesco Burlamacchi qui visait à s’opposer aux menées de Cosme Ier de Toscane pour conserver sa liberté à Lucques. Dans les années suivantes, les persécutions se multiplièrent et la République créa un Office de la Religion qui était chargé de surveiller le comportement religieux des citoyens. Lucques fut une des villes italiennes où la population adhéra le plus à la Réforme.
Lucques doit son succès à ses banques et au commerce des tissus. Elle parvient à maintenir son indépendance malgré les guerres qui ravagent régulièrement l'Italie. Mais, après 1628, la démocratie lucquoise se mue en oligarchie.
Les principales familles de Lucques furent : les Arnolfini dont Jan van Eyck fera un tableau célèbre Les Époux Arnolfini, les Micheli, les Cenami, les Calandrini originaire de Sarzana, les Burlamacchi, les Sbarra, les Balbani, les Turrettini, parmi les plus actives dans le commerce de la soie en France et en Flandres, dont des membres furent maîtres de la monnaie de Paris aux XIVe et XVe siècles sous le nom d’Isbarre ; Diversi, Guidiccioni, Trenta, Diodati dont est issu Giovanni Diodati, Buonvisi, Guinigi, Rapondi dont est issu Dino Rapondi, connu sous le nom de Dyne Raponde, banquier de Philippe le Hardi.

### Principauté et duché

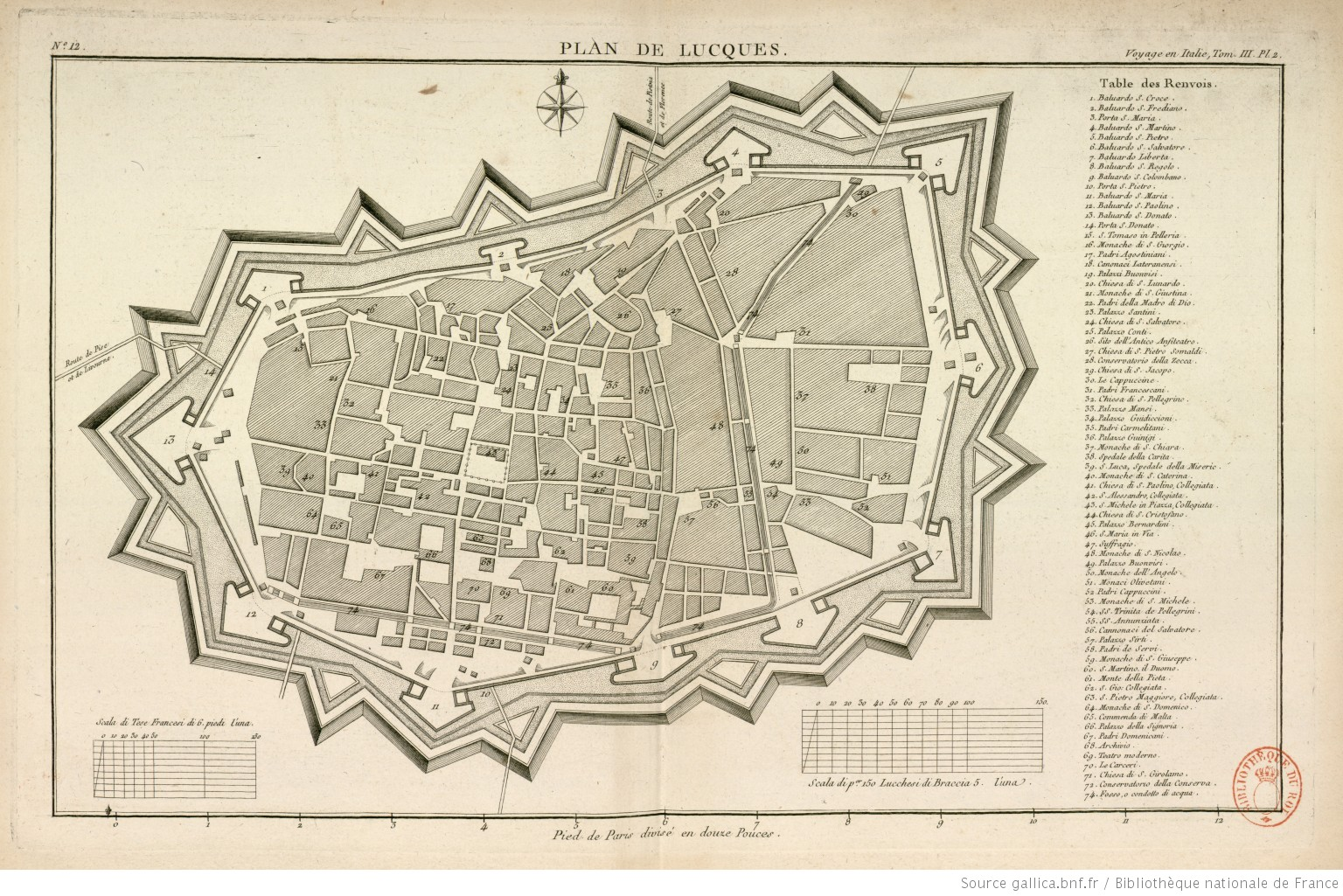
Plan de la ville fortifiée en 1768

Lucques demeure une république indépendante jusqu'à la conquête par les Français en 1799. Napoléon Ier en fit une principauté pour sa sœur Élisa Bonaparte Baciocchi. En 1815, la principauté se mua en duché, attribué aux Bourbon-Parme, puis rattaché au grand-duché de Toscane en 1847.
Les souverains successifs du duché sont : Marie-Louise d'Étrurie (1782-1824) et son fils Charles Louis (1799-1883), jusqu'au traité de Modène le 5 octobre 1847, signé avec le grand-duc de Toscane Léopold II (1797-1870).

## Économie
Lucques tient sa richesse de la sériciculture. Elle a élevé des vers à soie pour faire de la soie.

## Culture
À Lucques se trouvent deux musées nationaux : musée de Villa Guinigi et musée du palais Mansi. Le Ministère de la culture italienne a un bureau à Lucques (Soprintendenza per le province di Lucca e Massa-Carrara). À signaler encore, l'Accademia Lucchese di Scienze Lettere e arti (la fondation de cet institut remonte au XVIe siècle), l'institut universitaire de doctorat IMT et le Jardin Botanique, fondé en 1821.
La ville accueille le Lucca Comics & Games, un festival de bande dessinée, animation et jeu, créé en 1965 par une équipe franco-italienne sous le nom de Salon international des bandes dessinées. Ce festival est le plus ancien et le plus important festival de bande dessinée en Europe.

## Monuments

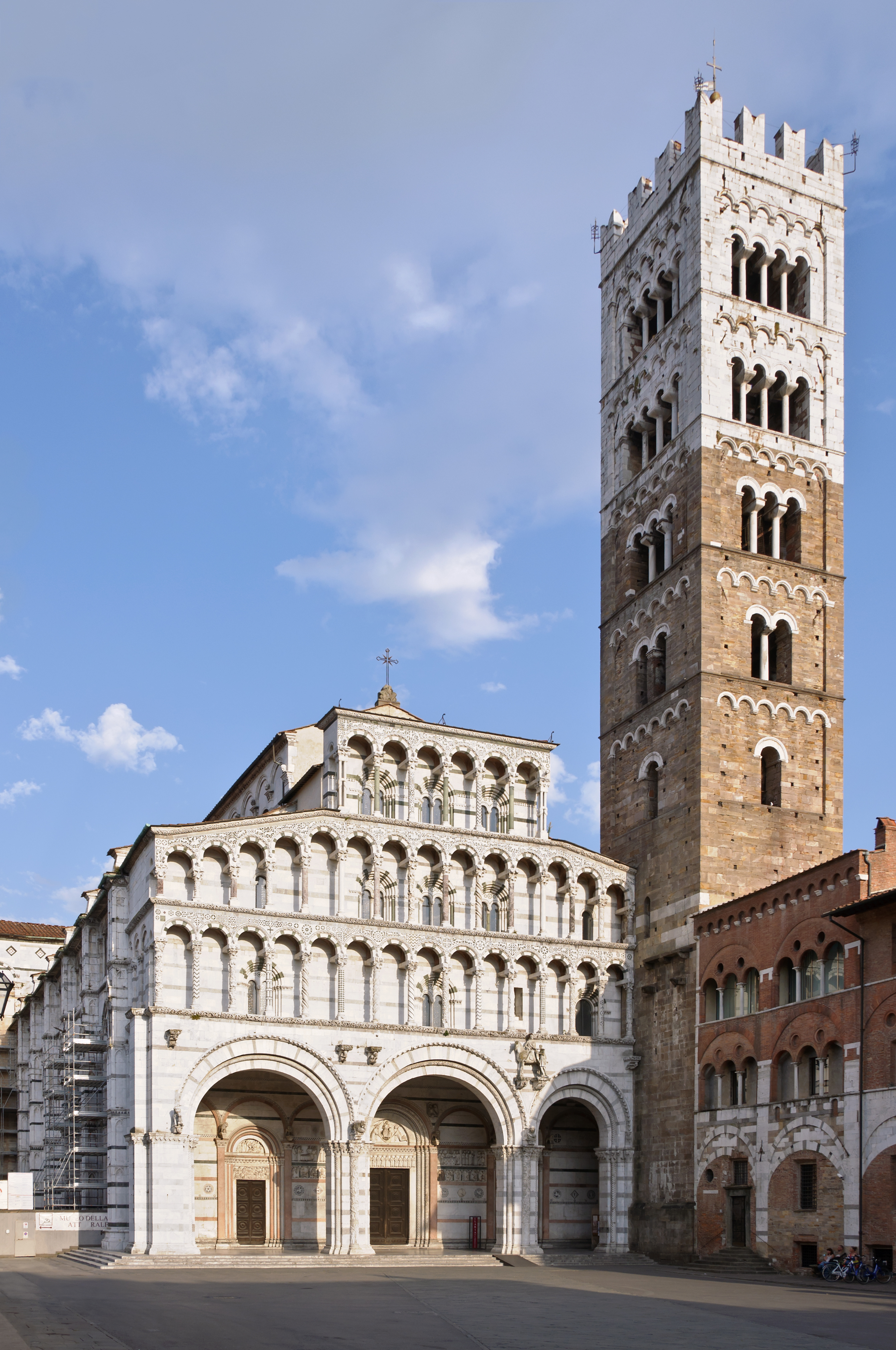
Le Duomo di San Martino, cathédrale de Lucques.

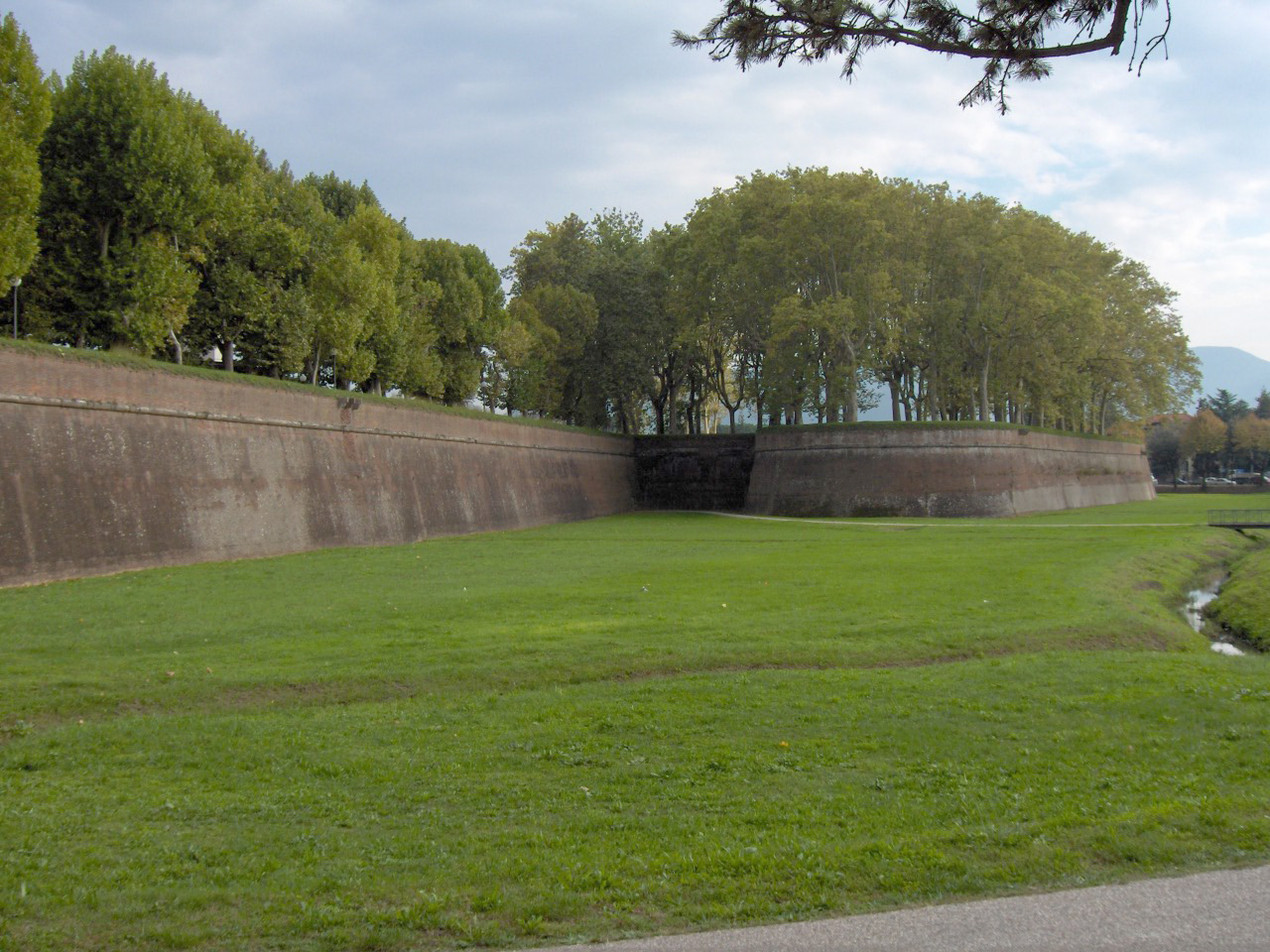
Fossé, bastion à orillon et mur d'escarpe

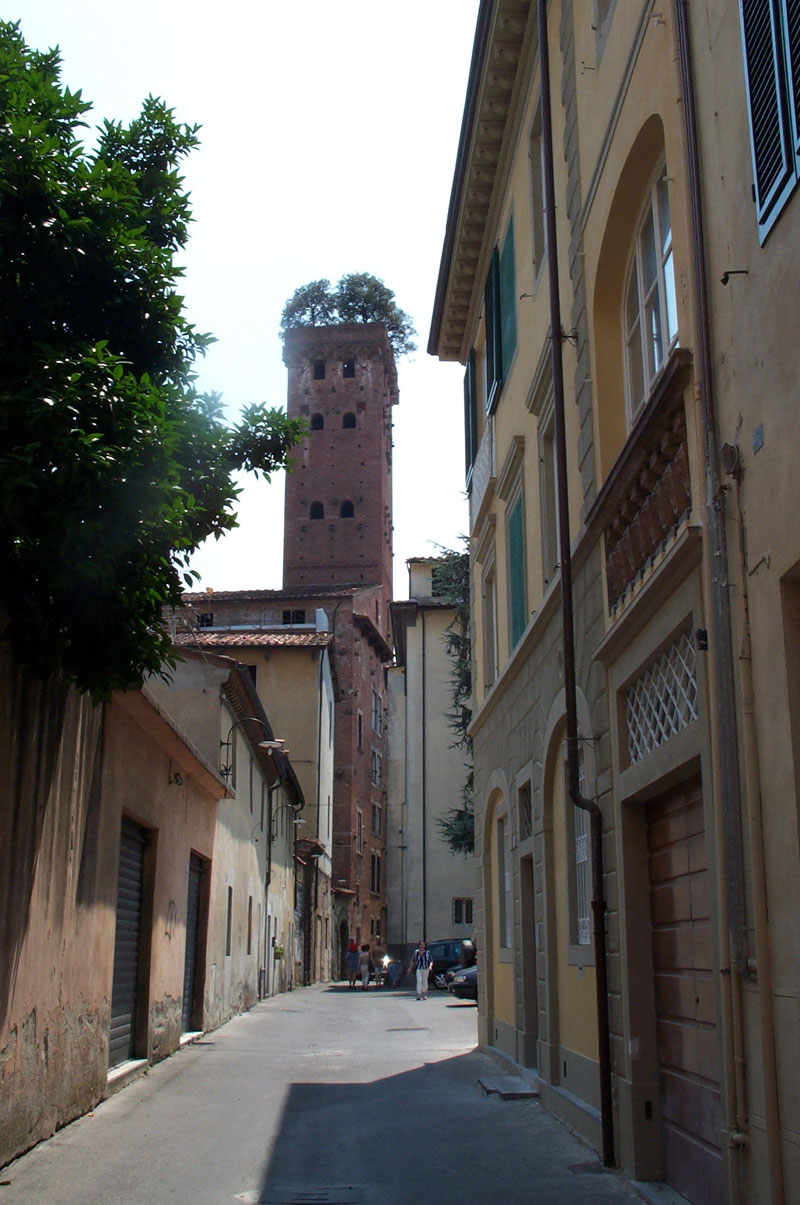
La Torre Guinigi et ses arbres au sommet.

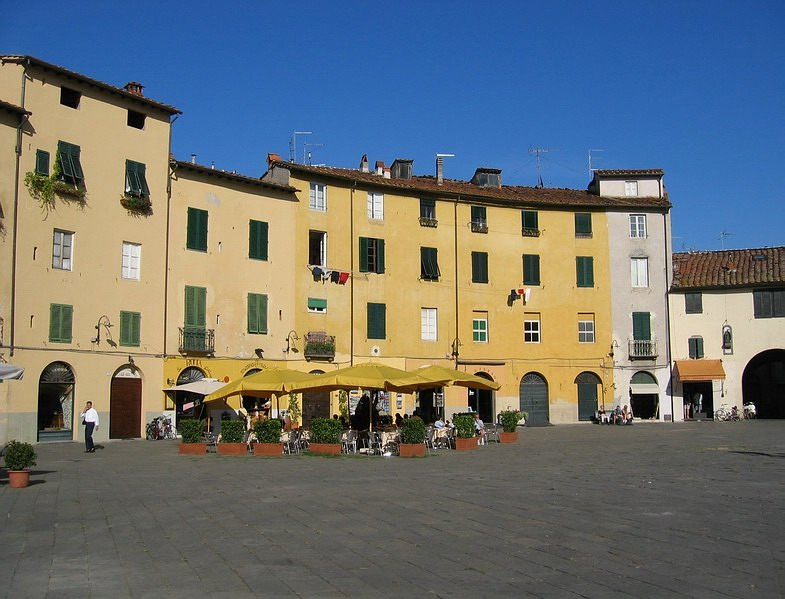
La Piazza dell'Anfiteatro.

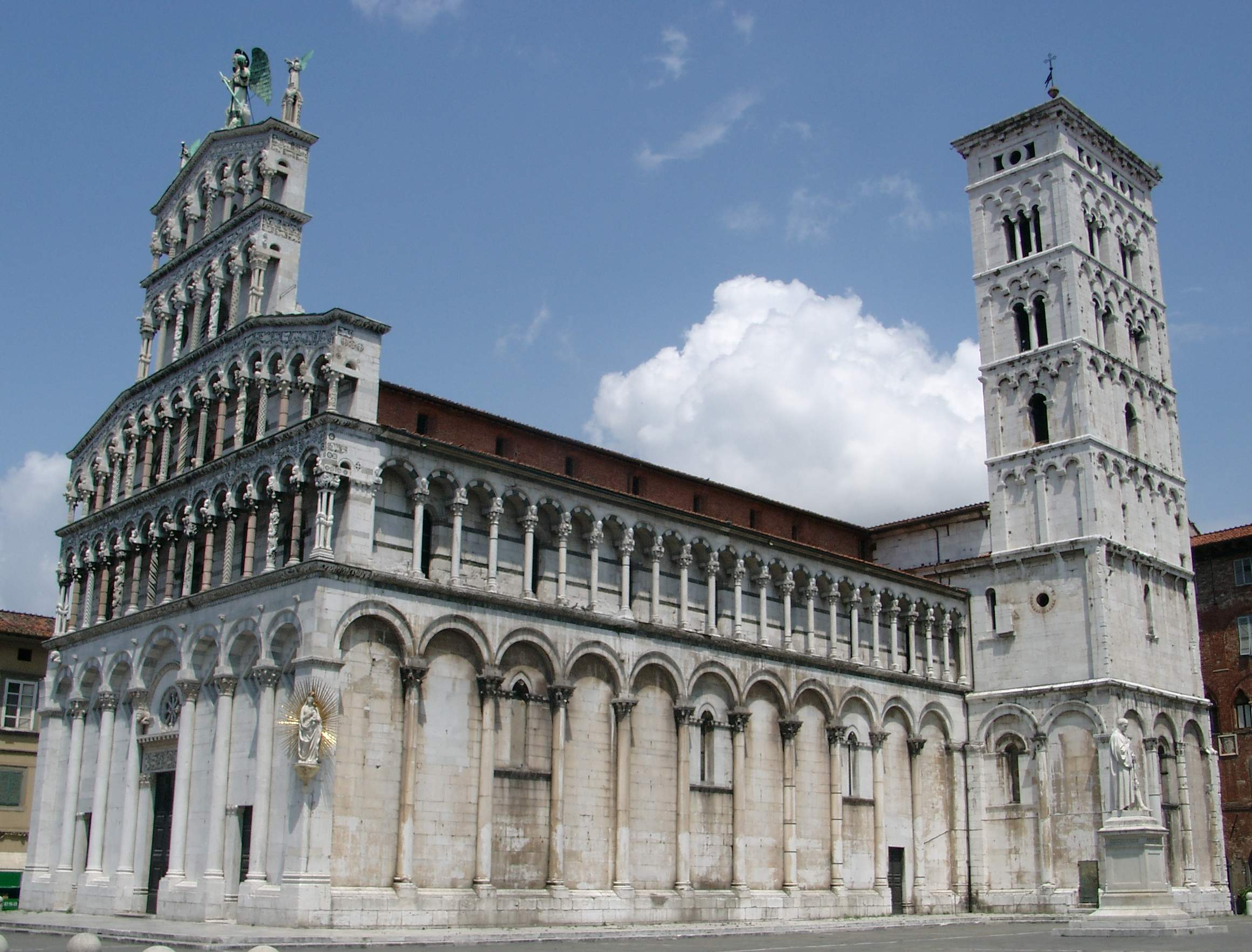
San Michele.

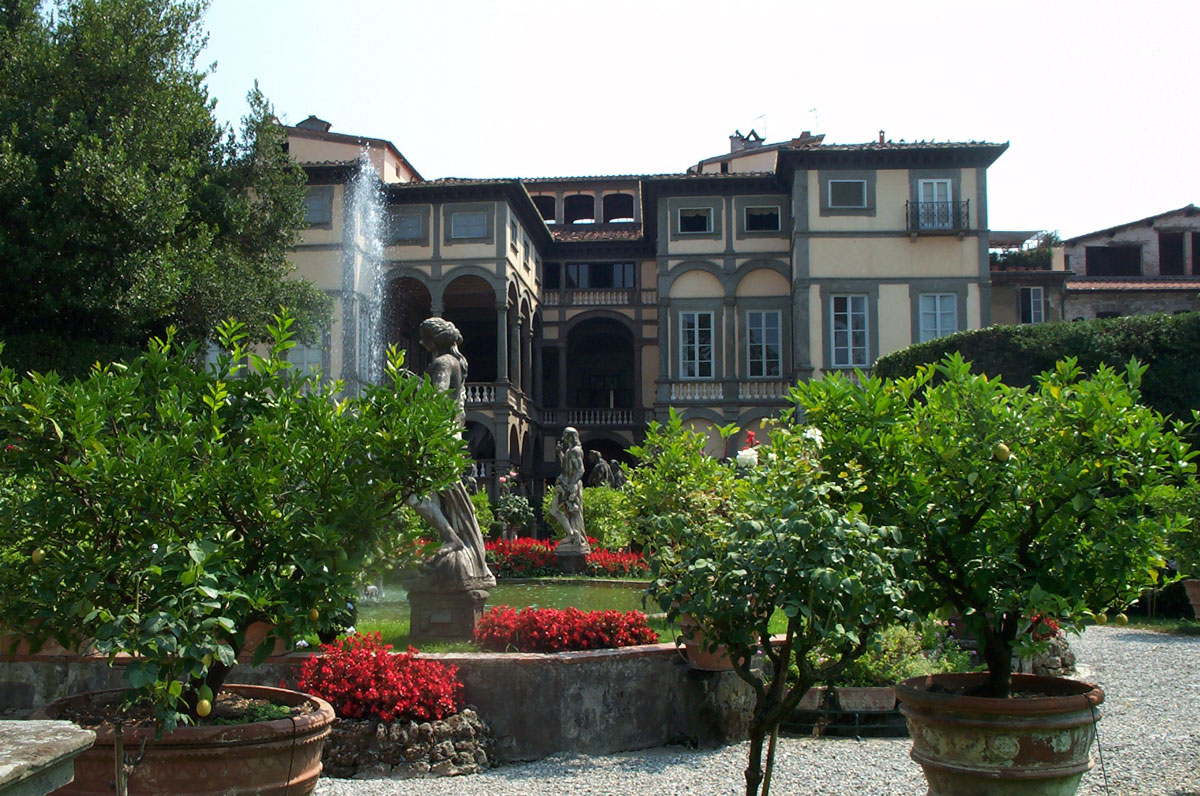
Le Palazzo Pfanner-Controni et son jardin.

- L'enceinte fortifiée, Mura di Lucca et sa promenade piétonnière, la passeggiata delle Mura
et ses portes historiques :
  - Porta San Pietro ;
  - Porta Santa Maria ;
  - Porta San Donato ; 
et les nouvelles :
  - Porta Elisa ;
  - Porta Sant'Anna ;
  - Porta san Jacopo.

### Rues
- Via Fillungo
- Via Santa Croce
- Via Guinigi

### Musées
- Musée National de la Villa Guinigi
- Palazzo Pfanner : exposition permanente d'instruments médico-chirurgicaux du docteur Pietro Pfanner (1864-1935).
- Musée du Palais Mansi
- Museo Casa de Noël Giacomo Puccini
- Musée de la cathédrale
- Orto Botanico
- Museo Civico di Villa Paolina
- Musée historique de la Résistance
- Musée de la bande dessinée et de l'image (Museo del Fumetto e dell'Immagine)

### Places
- Piazza dell'anfiteatro qui occupe l'ancien amphithéâtre de Lucques
- Piazza Napoleone
- Piazza San Martino
- Piazza San Michele, l'ancien forum romain

### Églises
- L'église San Michele in Foro
- La cathédrale Saint-Martin de Lucques, le Duomo di San Martino
- La Basilique San Frediano
- L'église Santi Giovanni e Reparata
- L'église San Pietro Somaldi
- L'église Sant'Alessandro
- La chartreuse de Farneta
- La pieve San Giorgio a Bràncoli
- L'église Santa Maria Forisportam
- L'église di Santa Maria Corteorlandini.

### Palais

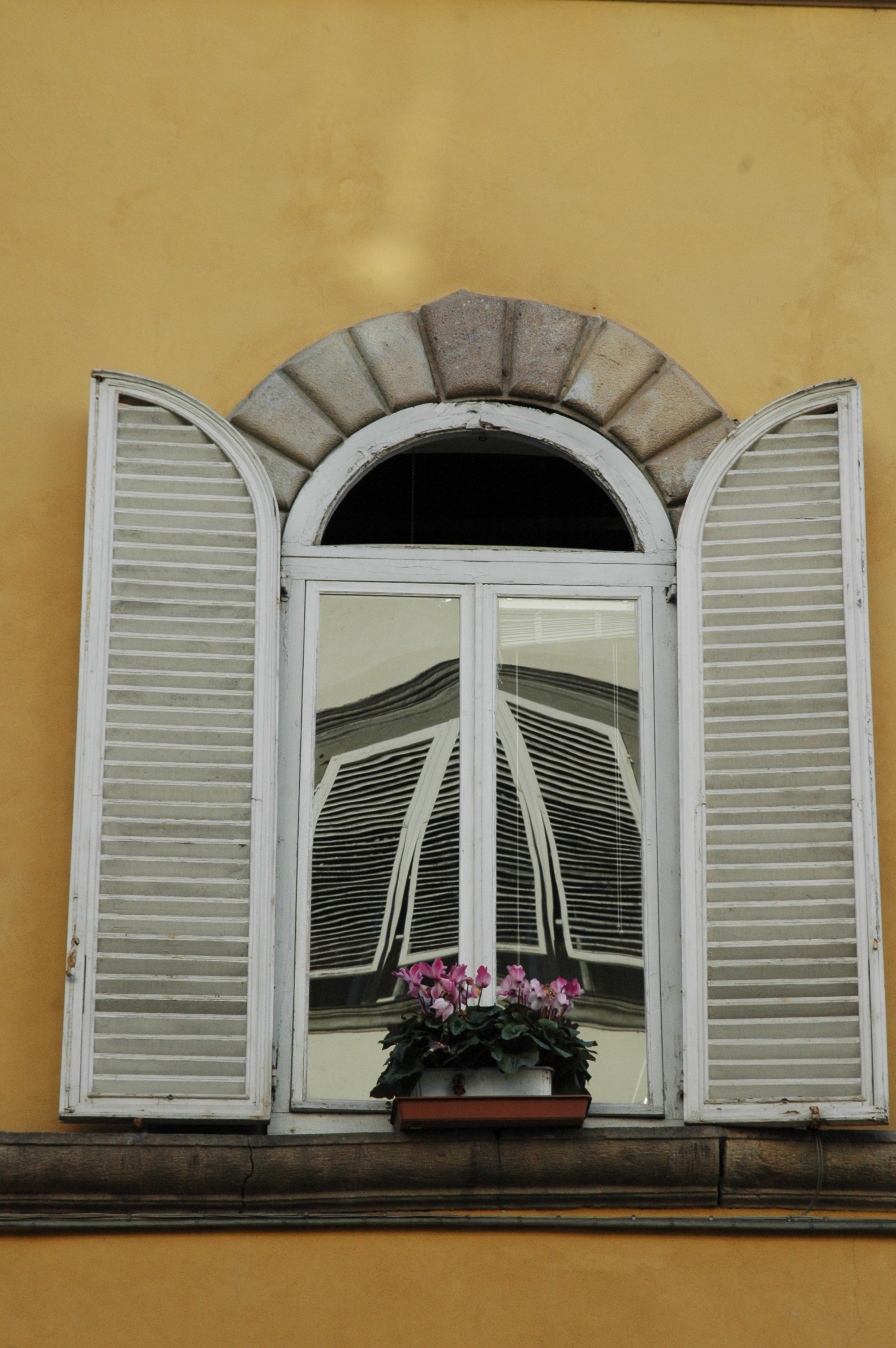
Une fenêtre de Lucques

- Une fenêtre de LucquesPalais Pfanner et son jardin à l'italienne inspiré de celui de Boboli
- Palais Bertolli
- Palazzo Ducale
- Palazzo Mansi
- Palazzo Pretorio
- Le Palais, les Maisons et la Torre Guinigi avec son jardin suspendu au sommet planté de chênes verts
- La Torre delle Ore
- Le Palazzo Cenami

### Villas
- Villa Guinigi
- Villa Buonvisi Oliva
- Villa Ducloz-Dianola

Extra-muros
- Villa Bernardini
- Villa Bottini ou Buonvisi al Giardino
- Villa Grabau
- Villa Mansi
- Villa Oliva
- Villa Paolina
- Villa Reale di Marlia
- Villa Torrigiani (Capannori)
- Villa Rinaldi Nardi

## Administration
| Période                                  | Période  | Identité              | Étiquette     | Qualité |
| ---------------------------------------- | -------- | --------------------- | ------------- | ------- |
| 1994                                     | 1998     | Giulio Lazzarini      | Centre gauche |         |
| 1998                                     | 2006     | Pietro Fazzi          | Centre droit  |         |
| 2007                                     | 2012     | Mauro Favilla         | Centre droit  |         |
| 2012                                     | En cours | Alessandro Tambellini | Centre gauche |         |
| Les données manquantes sont à compléter. |          |                       |               |         |

### Hameaux
Antraccoli, Aquilea, Arancio, Arliano, Arsina, Balbano, Cappella, Carignano, Castagnori, Castiglioncello, Cerasomma, Chiatri, Ciciana, Deccio di Brancoli, Fagnano, Farneta, Gattaiola, Gignano di Brancoli, Maggiano, Massa Pisana, Mastiano, Meati, Monte San Quirico, Montuolo, Mutigliano, Mugnano, Nave, Nozzano, Nozzano San Pietro, Nozzano Vecchia, Ombreglio di Brancoli, Palmata, Piaggione, Piazza di Brancoli, Piazzano, Picciorana, Pieve di Brancoli, Pieve Santo Stefano, Ponte a Moriano, Ponte del Giglio, Ponte San Pietro, Pontetetto, Saltocchio, San Cassiano a Vico, San Cassiano di Moriano, San Concordio di Moriano, San Donato, San Filippo, San Gemignano, San Giusto di Brancoli, San Lorenzo a Vaccoli, San Lorenzo di Moriano, San Macario in monte, San Macario in piano, San Michele di Moriano, San Michele in Escheto, San Pancazio, San Pietro a Vico, San Quirico di Moriano, San Vito, Sant'Alessio, Sant'Angelo in Campo, Sant'Ilario di Brancoli, Santa Maria a colle, Santa Maria del giudice, Santissima Annunziata, Santo Stefano di Moriano, Selve, Sesto di Moriano, Sorbano del giudice, Sorbano del vescovo, Stabbiano, Tempagnano di Lunata, Torre, Torre alla Maddalena, Torre Alta, Tramonte, Tramonte di Brancoli, Vallebuia, Vecoli, Vicopelago, Vinchiana

### Communes limitrophes
Borgo a Mozzano, Camaiore, Capannori, Massarosa, Pescaglia, San Giuliano Terme (Pise), Vecchiano (Pise)

### Évolution démographique
Habitants recensés

## Jumelages
- Colmar (France) depuis 1962

## La Sainte-Face de Lucques

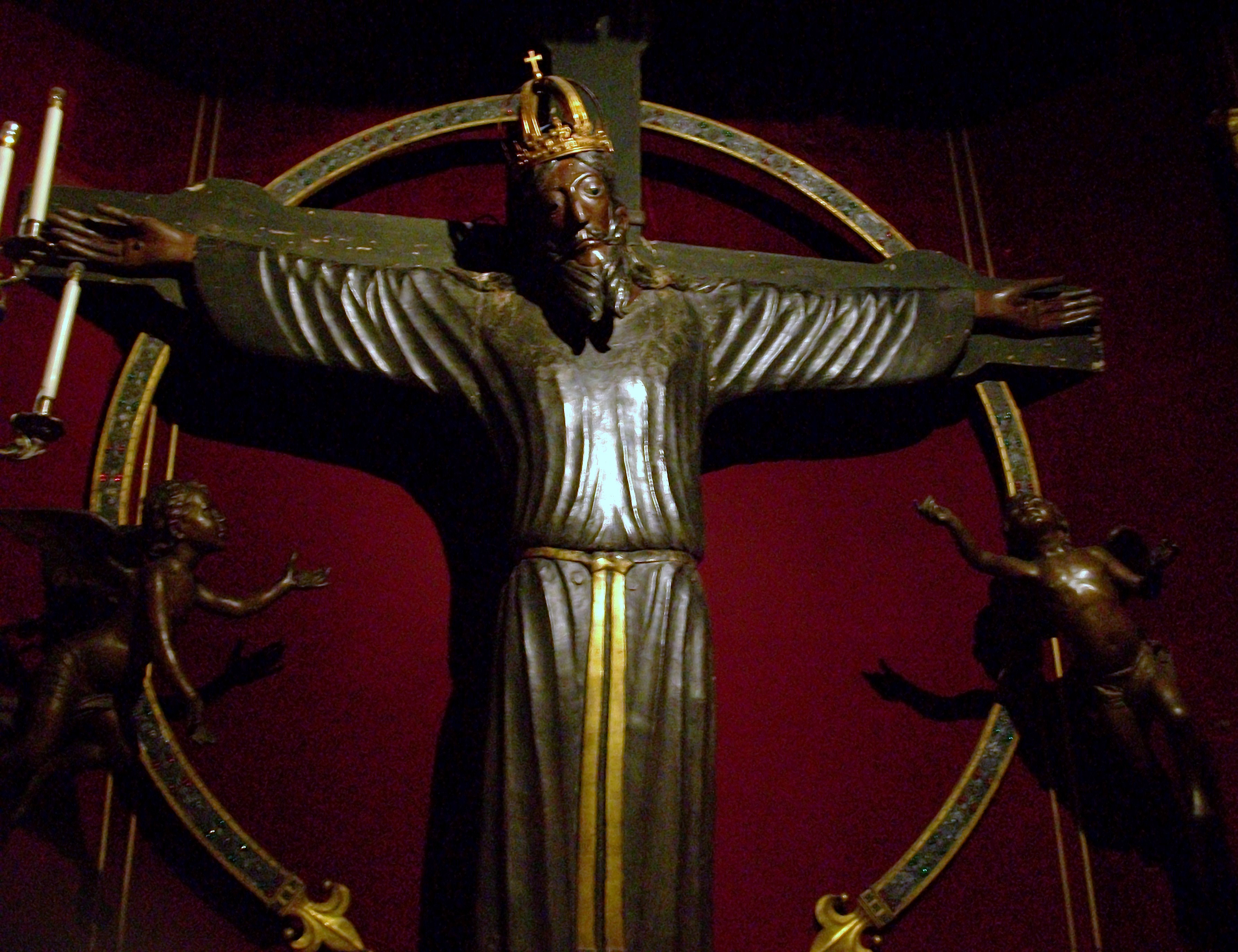
« Saint Voult ».

La Sainte-Face de Lucques (Volto Santo di Lucca) ou « Saint Voult » (à ne pas confondre avec la Sainte-Face du Voile de Véronique) est un crucifix qui se trouve au dôme de Lucques, et que selon la légende Nicodème, disciple du Christ, aurait sculpté de mémoire après la déposition du tombeau, d’après les traits mêmes de Jésus. Jeté à la mer, sur ordre divin, il aurait fini par s’échouer au VIIIe siècle à Luni (Sarzane). Diffusée au Moyen Âge par les marchands lucquois qui installaient des autels ou des chapelles du Volto Santo dans les villes où ils s’établissaient et où ils pouvaient se réunir, sa renommée devint immense. Elle fut telle qu’aux XIIIe et XIVe siècles, les rois de France prêtaient serment « par saint Vaudeluc » . Les patriciens de Lucques firent partie de la confrérie du Saint Voult.

## Personnalités liées à Lucques
Lucques est la ville natale de :
- Sainte Zita de Lucques, y est née en 1212 et morte en 1272, puis canonisée en 1696. Son corps momifié naturellement, retrouvé en 1580, est toujours exposé dans la basilique San Frediano.
 Elle est la sainte patronne de la ville, représentée avec un trousseau de clefs suspendu à sa ceinture et une cruche.
- La bienheureuse Hélène Guerra (Elena Guerra en italien) (Lucques, 1835 -1914) , religieuse, fondatrice des Oblates du Saint-Esprit.
- L'atelier des Berlinghieri des peintres gothiques : Marco Berlinghieri (actif à Lucques de 1232 à 1255), Barone Berlinghieri (actif à Lucques de 1228 à 1282) et Bonaventura Berlinghieri (Lucques 1210 - 1274)
- Francesco Burlamacchi (Lucques 27 septembre 1498 – Milan 24 février 1548) Premier héros de l’Unité italienne
- La famille de François Andréossy, ingénieur du roi, le collaborateur de Pierre-Paul Riquet.
- Castruccio Buonamici, écrivain italien, l'un des plus élégants écrivains latins du XVIIIe siècle, (Lucques 1710 - 1761)
- Castruccio Castracani, condottière (Lucques 1281 - Lucques 1328)
- Filippo Buonamici, écrivain italien (Lucques 1705 - 1780)
- Pompeo Batoni, peintre (Lucques, 1708 - Rome, 1787)
- Le pape Lucius III né Ubaldo Allucingoli, évêque d'Ostie, cardinal, puis pape (Lucques 1097 - Vérone 1185)
- Mario Cipollini, coureur cycliste (Lucques 1967 - )
- Matteo Civitali (en) (Lucques 1436 - Lucques 1501), sculpteur surtout mais aussi peintre, architecte et ingénieur
- Eros Riccio, joueur d'échecs (Lucques 1977 - )
- Scipion Sardini, financier au service de Catherine de Médicis puis d'Henri III de France (Lucques 1526 - Paris 1609)
- Francesco Carrara, juriste et homme politique, né et mort à Lucques (1805-1888)
- Marie-Dominique Brun Barbantini, (Lucques, 1789 - 1868), religieuse reconnue bienheureuse par l'Église catholique
- Ermete Novelli (1851-1919), acteur de théâtre et de Cinéma muet, metteur en scène
- Anita Cantieri (1910-1942), laïque italienne, membre du Tiers-Ordre carmélite, déclarée vénérable en 1991
- Pietro Paolini ou Paolino (Lucques 1603 - 1681), peintre italien baroque

Lucques est également la ville natale des compositeurs :
- Gioseffo Guami, (Lucques 1542 - 1611)
- Francesco Geminiani, (Lucques 1687 — Dublin 1762)
- Luigi Boccherini (Lucques 1743 - Madrid 1805)
- Giuseppe Puppo, (Lucques 1749 - Florence 1827)
- Alfredo Catalani, (Lucques 1854 - Milan 1893)
- Giacomo Puccini (Lucques 1858 - Bruxelles 1924)

D'autres personnalités y ont vécu :
- Sainte Gemma Galgani (1878 - 1903), mystique chrétienne
- Lorenzo Nottolini, architecte italien (1787 - 1851)